# Меки повез
Меки повез (бешавни или броширани повез) је повез за књиге са корицама од меког картона. Најчешће је у боји и садржи слику, као и назив књиге и име писца. Производња књига са меким повезом је јефтинија, па је и њихова цена нижа у односу на цену књига са тврдим повезом, што је књигу учинило приступачном за најшире слојеве становништва. Меки повез претеча је џепне књиге, популарног формата који је унео револуцију у издаваштво.
Сваке године 30. јула, на дан када је 1835. године објављена прва броширана књига, обележава се Светски дан брошираних издања (енгл. Paperback Book Day).

## Историја
Почетком 19. века дошло је до бројних побољшања у процесу штампе, издаваштву и дистрибуцији књига. Почеле су да се користе млинови за целулозу, штампарске машине на парни погон, аутоматски слог, а много је допринело и ширење мреже железница. Ове иновације су омогућиле масовну производњу јефтиних једнообразних издања књижевних дела у меком повезу. Неке од првих издавачких кућа које су издавале књиге у меком повезу појавиле су се у Великој Британији 30-их година. Пенгуин Букс (енгл. Penguin Books) је британски издавач којег је 1835. године основао Ален Лејн (Allen Lane). Лејнова замисао је била да направи књигу чија би цена била једнака цени једне паклице цигарета и које се не би продавале само у књижарама већ и на железничким станицама, у драгсторима, чак и на киосцима. Први примерак овакве књиге објављен је 30. јула, 1835. године и био је то роман Аријел Андреа Мороа. Прве едиције објављене у меком повезу чинили су и романи Ернеста Хемингвеја и Агате Кристи.
Дистрибуција и продаја ових издања вршена је углавном преко свеприсутне мреже киоска који су се налазили на већини железничких станица. Ова издања у меком повезу била су јефтина, мањег формата, и била су посебно примамљива путницима.[6] Серија меких повеза Рутлиџове железничке библиотеке остала је у штампи до 1898. и понудила је својој „путујућој” публици 1.277 јединствених наслова. Убрзо су се слична издања појавила и у Немачкој, 1841. године, са серијом романа британских и америчких аутора.
Међу најпопуларнијим форматима књига у меким повезима су свакако џепна издања, популарне џепне књиге. Књиге малог формата познате су од давнина, али популарна јефтина џепна издања појавила су се крајем прве половине 20. века и већ по завршетку Другог светског рата потиснула су са тржишта до тада изузетно популарне рото-романе (енгл. pulp magazine). За разлику од рото-романа који су нудили углавном дела тривијалне књижевности, у џепном формату објављивана су и озбиљна књижевна дела, а издања сличног садржаја су се продавала по готово истим ценама.

## Формати
Меки повез (енгл. paperback) понекад се поистовећује са џепним издањем (енгл. pocket edition). Меки повез се најчешће може наћи у три формата: у формату А, величине 110 x 178 mm, формату Б, величине 130 x 198 mm, или формату Ц, величине 135 x 216 mm. Формат џепне књиге је, међутим, величине пригодне да може да стане у џеп (око 10x15 cm), по чему је и добио назив.